# Кубок мира по лыжным гонкам 2009/2010
Кубок мира по лыжным гонкам сезона 2009/10 — серия международных соревнований по лыжным гонкам. Сезон стартует 21 ноября в Бетоштолене, Норвегия и заканчивается 21 марта в Фалуне, Швеция. Кубок мира организован ФИС.

## Календарь

### Мужчины

#### Индивидуальные гонки
| Round                                                                   | Место                                | Дисциплина                           | Дата                                 | Первое              | Второе                | Третье            |
| ----------------------------------------------------------------------- | ------------------------------------ | ------------------------------------ | ------------------------------------ | ------------------- | --------------------- | ----------------- |
| 1                                                                       | Бейтостолен                          | 15 км Индивидуальная                 | 21 Ноября 2009                       | Ронни Хафсас        | Венсан Витто          | Матти Хейккинен   |
| 2                                                                       | Куусамо                              | Спринт                               | 28 Ноября 2009                       | Ола Виген Хаттестад | Ойстейн Петтерсен     | Никита Крюков     |
| 3                                                                       | Куусамо                              | 15 км Индивидуальная                 | 29 Ноября 2009                       | Петтер Нортуг       | Максим Вылегжанин     | Александр Легков  |
| 4                                                                       | Дюссельдорф                          | Спринт                               | 5 декабря 2009                       | Алексей Петухов     | Андерс Глёерсен       | Эйрик Брандсдаль  |
| 5                                                                       | Давос                                | 15 км Индивидуальная                 | 12 декабря 2009                      | Матти Хейккинен     | Маркус Хеллнер        | Морис Манифика    |
| 6                                                                       | Давос                                | Спринт                               | 13 декабря 2009                      | Йон Кристиан Даль   | Петтер Нортуг         | Алексей Петухов   |
| 7                                                                       | Рогла                                | Спринт                               | 19 декабря 2009                      | Петтер Нортуг       | Тобиас Ангерер        | Еспер Модин       |
| 8                                                                       | Рогла                                | 30 км Масс-Старт                     | 20 декабря 2009                      | Петтер Нортуг       | Алексей Петухов       | Максим Вылегжанин |
| Тур де Ски (с 1 по 10 января 2010)                                      |                                      |                                      |                                      |                     |                       |                   |
|                                                                         | Оберхоф                              | 2.5 км Пролог                        | 1 января 2010                        | Петтер Нортуг       | Маркус Хеллнер        | Аксель Тайхманн   |
|                                                                         | Оберхоф                              | 15 км Гандикап старт                 | 2 января 2010                        | Петтер Нортуг       | Максим Вылегжанин     | Матти Хейккинен   |
|                                                                         | Оберхоф                              | Спринт                               | 3 января 2010                        | Эльдар Рённинг      | Петтер Нортуг         | Аксель Тайхманн   |
|                                                                         | Прага                                | Спринт                               | 4 января 2010                        | Эмиль Йёнссон       | Маркус Хеллнер        | Симен Эстенсен    |
|                                                                         | Кортина-д’Ампеццо-Толбах             | Гандикап старт 35 км                 | 6 января 2010                        | Петтер Нортуг       | Дарио Колонья         | Маркус Хеллнер    |
|                                                                         | Толбах                               | 10 км                                | 7 января 2010                        | Даниэль Ричардсон   | Лукаш Бауэр           | Петтер Нортуг     |
|                                                                         | Валь-ди-Фьемме                       | Масс-старт 20 км                     | 9 января 2010                        | Лукаш Бауэр         | Петтер Нортуг         | Аксель Тайхманн   |
|                                                                         | Валь-ди-Фьемме                       | 10 км                                | 10 января 2010                       | Лукаш Бауэр         | Маркус Хеллнер        | Жан-Марк Гайяр    |
| 9                                                                       | Финальная статистика Тур де Ски 2010 | Финальная статистика Тур де Ски 2010 | Финальная статистика Тур де Ски 2010 | Лукаш Бауэр         | Петтер Нортуг         | Дарио Колонья     |
| Окончание Тур де Ски 2010                                               |                                      |                                      |                                      |                     |                       |                   |
| 10                                                                      | Отепя                                | 15 км                                | 16 января 2010                       | Лукаш Бауэр         | Андрус Веэрпалу       | Яак Маэ           |
| 11                                                                      | Отепя                                | Спринт                               | 17 января 2010                       | Эмиль Йёнссон       | Ола Виген Хаттестад   | Никита Крюков     |
| 12                                                                      | Рыбинск                              | Спринт                               | 22 января 2010                       | Николай Морилов     | Алексей Петухов       | Никита Крюков     |
| 13                                                                      | Рыбинск                              | Пасьют                               | 23 января 2010                       | Артём Жмурко        | Илья Черноусов        | Сергей Ширяев     |
| 14                                                                      | Кэнмор                               | 15 км                                | 5 февраля 2010                       | Джорджо Ди Чента    | Пьетро Пиллер Коттрер | Дарио Колонья     |
| 15                                                                      | Кэнмор                               | Спринт                               | 6 февраля 2010                       | Эмиль Йёнссон       | Йон Кристиан Даль     | Дарио Колонья     |
| Лыжные гонки на зимних Олимпийских играх 2010 (с 12 по 28 февраля 2010) |                                      |                                      |                                      |                     |                       |                   |
| 16                                                                      | Лахти                                | Пасьют                               | 6 марта 2010                         | Морис Манифика      | Лукаш Бауэр           | Илья Черноусов    |
| 17                                                                      | Драммен                              | Спринт                               | 11 марта 2010                        | Эмиль Йёнссон       | Петтер Нортуг         | Эндрю Ньюэлл      |
| 18                                                                      | Осло                                 | 50 км Масс-старт                     | 13 марта 2010                        | Петтер Нортуг       | Пьетро Пиллер Коттрер | Венсан Витто      |
| 19                                                                      | Осло                                 | Спринт                               | 14 марта 2010                        | Андерс Глёерсен     | Алексей Петухов       | Маркус Хеллнер    |
| Финал Кубка мира (с 17 по 21 марта 2010)                                |                                      |                                      |                                      |                     |                       |                   |
|                                                                         | Стокгольм                            | Спринт                               | 17 марта 2010                        | Никита Крюков       | Петтер Нортуг         | Эмиль Йёнссон     |
|                                                                         | Фалун                                | 3.3 км Индивидуальная                | 19 марта 2010                        | Дарио Колонья       | Матс Ларссон          | Максим Вылегжанин |
|                                                                         | Фалун                                | 20 км пасьют                         | 20 марта 2010                        | Петтер Нортуг       | Тобиас Ангерер        | Лукаш Бауэр       |
|                                                                         | Фалун                                | 15 км Гандикап старт                 | 21 марта 2010                        | Морис Манифика      | Максим Вылегжанин     | Венсан Витто      |
| 20                                                                      | Статистика Финала Кубка Мира         | Статистика Финала Кубка Мира         | Статистика Финала Кубка Мира         | Петтер Нортуг       | Морис Манифика        | Маркус Хеллнер    |

#### Командные гонки
| Round | Место       | Дисциплина       | Дата           | Первое                                                           | Второе                                                                   | Третье                                                       |
| ----- | ----------- | ---------------- | -------------- | ---------------------------------------------------------------- | ------------------------------------------------------------------------ | ------------------------------------------------------------ |
| 1     | Бейтостолен | Эстафета 4x10 км | 22 ноября 2009 | Эльдар Рённинг Мартин Джонсруд Сандби Ронни Хафсас Петтер Нортуг | Максим Вылегжанин Николай Панкратов Александр Легков Илья Черноусов      | Йенс Филбрих Аксель Тайхман Рене Зоммерфельдт Тобиас Ангерер |
| 2     | Дюссельдорф | Командный спринт | 6 декабря 2009 | Николай Морилов Алексей Петухов                                  | Эйрик Брандсдаль Андерс Глёерсен                                         | Робин Брюнтессон Бьёрн Линд                                  |
| 3     | Рыбинск     | Командный спринт | 24 января 2010 | Николай Морилов Алексей Петухов                                  | Фабио Пазини Лорис Фраснелли                                             | Тим Чарнке Йозеф Венцль                                      |
| 4     | Лахти       | Эстафета 4x10 км | 7 марта 2010   | Симен Эстенсен Рогер О Дьюпвик Шур Рёте Кристиан Теттли Реннемо  | Эльдар Рённинг Мартин Джонсруд Сандби Петтер Элиассен Торд Асле Йердален | Ханнес Доцлер Тобиас Ангерер Филипп Маршалль Тим Чарнке      |

### Женщины

#### Индивидуальные гонки
| Round                                                                   | Место                                | Дисциплина                           | Дата                                 | Первое                 | Второе                 | Третье                     |
| ----------------------------------------------------------------------- | ------------------------------------ | ------------------------------------ | ------------------------------------ | ---------------------- | ---------------------- | -------------------------- |
| 1                                                                       | Бейтостолен                          | 10 км Индивидуальная                 | 21 Ноября 2009                       | Марит Бьёрген          | Шарлотт Калла          | Анна Хааг                  |
| 2                                                                       | Куусамо                              | Спринт                               | 28 Ноября 2009                       | Юстина Ковальчик       | Петра Майдич           | Алена Прохазкова           |
| 3                                                                       | Куусамо                              | 10 км Индивидуальная                 | 29 Ноября 2009                       | Айно-Кайса Сааринен    | Ирина Хазова           | Вибеке Скофтеруд           |
| 4                                                                       | Дюссельдорф                          | Спринт                               | 5 Декабря 2009                       | Ханна Фальк            | Наталья Коростелёва    | Весна Фабиан               |
| 5                                                                       | Давос                                | 10 км Индивидуальная                 | 12 Декабря 2009                      | Ирина Хазова           | Шарлотт Калла          | Кристина Шмигун-Вяхи       |
| 6                                                                       | Давос                                | Спринт                               | 13 Декабря 2009                      | Петра Майдич           | Марит Бьёрген          | Айно-Кайса Сааринен        |
| 7                                                                       | Рогла                                | Спринт                               | 19 Декабря 2009                      | Марит Бьёрген          | Юстина Ковальчик       | Петра Майдич               |
| 8                                                                       | Рогла                                | 15 км Масс-старт                     | 20 Декабря 2009                      | Юстина Ковальчик       | Марит Бьёрген          | Анна Хааг                  |
| Тур де Ски (с 1 по 10 января 2010)                                      |                                      |                                      |                                      |                        |                        |                            |
|                                                                         | Оберхоф                              | 2,5 км Пролог                        | 1 Января 2010                        | Петра Майдич           | Наталья Коростелёва    | Юстина Ковальчик           |
|                                                                         | Оберхоф                              | 10 км Гандикап старт                 | 2 Января 2010                        | Юстина Ковальчик       | Айно-Кайса Сааринен    | Кристин Штормер Штейра     |
|                                                                         | Оберхоф                              | Спринт                               | 3 Января 2010                        | Петра Майдич           | Юстина Ковальчик       | Айно-Кайса Сааринен        |
|                                                                         | Прага                                | Спринт                               | 4 Января 2010                        | Наталья Коростелёва    | Селин Брюн-Ли          | Алена Прохазкова           |
|                                                                         | Кортина-д’Ампеццо-Толбах             | 16 км Гандикап старт                 | 6 Января 2010                        | Арианна Фоллис         | Петра Майдич           | Юстина Ковальчик           |
|                                                                         | Толбах                               | 5 км                                 | 7 Января 2010                        | Юстина Ковальчик       | Айно-Кайса Сааринен    | Петра Майдич               |
|                                                                         | Валь-ди-Фьемме                       | 10 км Масс-старт                     | 9 Января 2010                        | Петра Майдич           | Елена Коломина         | Марианна Лонга             |
|                                                                         | Валь-ди-Фьемме                       | 9 км                                 | 10 Января 2010                       | Кристин Штормер Штейра | Рийта-Лийса Ропонен    | Евгения Медведева-Арбузова |
| 9                                                                       | Финальная статистика Тур де Ски 2010 | Финальная статистика Тур де Ски 2010 | Финальная статистика Тур де Ски 2010 | Юстина Ковальчик       | Петра Майдич           | Арианна Фоллис             |
| Окончание Тур де Ски 2010                                               |                                      |                                      |                                      |                        |                        |                            |
| 10                                                                      | Отепя                                | 10 км                                | 16 Января 2010                       | Юстина Ковальчик       | Марит Бьёрген          | Айно-Кайса Сааринен        |
| 11                                                                      | Отепя                                | Спринт                               | 17 Января 2010                       | Ханна Фальк            | Петра Майдич           | Айно-Кайса Сааринен        |
| 12                                                                      | Рыбинск                              | Спринт                               | 22 Января 2010                       | Весна Фабиан           | Магда Дженуин          | Юстина Ковальчик           |
| 13                                                                      | Рыбинск                              | Пасьют                               | 23 Января 2010                       | Юстина Ковальчик       | Эви Захенбахер-Штеле   | Ольга Щучкина              |
| 14                                                                      | Кэнмор                               | 10 км                                | 5 Февраля 2010                       | Шарлотт Калла          | Юстина Ковальчик       | Ирина Хазова               |
| 15                                                                      | Кэнмор                               | Спринт                               | 6 Февраля 2010                       | Юстина Ковальчик       | Ида Ингемарсдоттер     | Сара Реннер                |
| Лыжные гонки на зимних Олимпийских играх 2010 (с 12 по 28 февраля 2010) |                                      |                                      |                                      |                        |                        |                            |
| 16                                                                      | Лахти                                | Пасьют                               | 6 Марта 2010                         | Марит Бьёрген          | Юстина Ковальчик       | Тереза Йохёуг              |
| 17                                                                      | Драммен                              | Спринт                               | 11 Марта 2010                        | Марит Бьёрген          | Айно-Кайса Сааринен    | Пирьё Муранен              |
| 18                                                                      | Осло                                 | 30 км Масс-старт                     | 13 Марта 2010                        | Марит Бьёрген          | Кристин Штормер Штейра | Тереза Йохёуг              |
| 19                                                                      | Осло                                 | Спринт                               | 14 Марта 2010                        | Марит Бьёрген          | Киккан Рэндалл         | Наталья Коростелёва        |
| Финал Кубка мира (с 17 по 21 марта 2010)                                |                                      |                                      |                                      |                        |                        |                            |
|                                                                         | Стокгольм                            | Спринт                               | 17 Марта 2010                        | Анна Ульссон           | Юстина Ковальчик       | Марит Бьёрген              |
|                                                                         | Фалун                                | 2.5 км Индивидуальная                | 19 Марта 2010                        | Юстина Ковальчик       | Марит Бьёрген          | Шарлотт Калла              |
|                                                                         | Фалун                                | 10 км Пасьют                         | 20 Марта 2010                        | Марит Бьёрген          | Кристин Штормер Штейра | Тереза Йохёуг              |
|                                                                         | Фалун                                | 10 км Гандикап старт                 | 21 Марта 2010                        | Марит Бьёрген          | Юстина Ковальчик       | Шарлотт Калла              |
| 20                                                                      | Статистика Финала Кубка Мира         | Статистика Финала Кубка Мира         | Статистика Финала Кубка Мира         | Марит Бьёрген          | Юстина Ковальчик       | Шарлотт Калла              |

#### Командные гонки
| Round | Место       | Дисциплина       | Дата           | Первое                                                                 | Второе                                                              | Третье                                                                   |
| ----- | ----------- | ---------------- | -------------- | ---------------------------------------------------------------------- | ------------------------------------------------------------------- | ------------------------------------------------------------------------ |
| 1     | Бейтостолен | Эстафета 4x5 км  | 22 ноября 2009 | Анна Ульссон Сара Линдборг Анна Хог Шарлотт Калла                      | Вибеке Скофтеруд Терезе Йохёуг Кристин Стёрмер Стейра Марит Бьёрген | Пирьё Муранен Вирпи Куйтунен Рийта-Лийса Ропонен Айно-Кайса Сааринен     |
| 2     | Дюссельдорф | Командный спринт | 6 декабря 2009 | Магда Дженуин Арианна Фоллис                                           | Ида Ингемарсдоттер Ханна Фальк                                      | Селин Брюн-Ли Майкен Касперсен Фалла                                     |
| 3     | Рыбинск     | Командный спринт | 24 января 2010 | Штефани Бёлер Эви Захенбахер-Штеле                                     | Катя Вишнар Весна Фабьян                                            | Ирина Хазова Ольга Рочева                                                |
| 4     | Лахти       | Эстафета 4x5 км  | 7 марта 2010   | Марта Кристофферсен Терезе Йохёуг Кристин Стёрмер Стейра Марит Бьёрген | Николь Фессель Катрин Целлер Мириам Гёсснер Эви Захенбахер-Штеле    | Марианна Лонга Антонелла Конфортола-Виатт Сабина Вальбуза Арианна Фоллис |

## Статистика

### Мужчины

#### Общий зачёт
| Позиция | Спортсмен         | Очки |
| ------- | ----------------- | ---- |
| 1.      | Петтер Нортуг     | 1621 |
| 2.      | Лукаш Бауэр       | 1021 |
| 3.      | Маркус Хеллнер    | 985  |
| 4.      | Дарио Колонья     | 885  |
| 5.      | Морис Манифика    | 580  |
| 6.      | Эмиль Йёнссон     | 554  |
| 7.      | Аксель Тайхманн   | 541  |
| 8.      | Максим Вылегжанин | 532  |
| 9.      | Венсан Витто      | 515  |
| 10.     | Джорджо Ди Чента  | 501  |

#### Спринт
| Позиция | Спортсмен           | Очки |
| ------- | ------------------- | ---- |
| 1.      | Эмиль Йёнссон       | 506  |
| 2.      | Петтер Нортуг       | 352  |
| 3.      | Алексей Петухов     | 347  |
| 4.      | Эндрю Ньюэлл        | 313  |
| 5.      | Ола Виген Хаттестад | 312  |
| 6.      | Никита Крюков       | 307  |
| 7.      | Йон Кристиан Даль   | 296  |
| 8.      | Николай Морилов     | 286  |
| 9.      | Андерс Глёерсен     | 264  |
| 10.     | Еспер Модин         | 232  |

#### Дистанция
| Позиция | Спортсмен         | Очки |
| ------- | ----------------- | ---- |
| 1.      | Петтер Нортуг     | 749  |
| 2.      | Лукаш Бауэр       | 563  |
| 3.      | Маркус Хеллнер    | 483  |
| 4.      | Дарио Колонья     | 384  |
| 5.      | Венсан Витто      | 373  |
| 6.      | Джорджо Ди Чента  | 340  |
| 7.      | Максим Вылегжанин | 337  |
| 8.      | Морис Манифика    | 334  |
| 9.      | Матти Хейккинен   | 323  |
| 10.     | Аксель Тайхманн   | 319  |

### Женщины

#### Общий зачёт
| Pos | Athlete                | Points |
| --- | ---------------------- | ------ |
| 1.  | Юстина Ковальчик       | 2064   |
| 2.  | Марит Бьёрген          | 1320   |
| 3.  | Петра Майдич           | 1191   |
| 4.  | Айно-Кайса Сааринен    | 1123   |
| 5.  | Арианна Фоллис         | 908    |
| 6.  | Кристин Штормер Штейра | 892    |
| 7.  | Рийта-Лийса Ропонен    | 788    |
| 8.  | Шарлотт Калла          | 654    |
| 9.  | Марианна Лонга         | 646    |
| 10. | Наталья Коростелёва    | 488    |

#### Спринт
| Позиция | Спортсмен           | Очки |
| ------- | ------------------- | ---- |
| 1.      | Юстина Ковальчик    | 575  |
| 2.      | Марит Бьёрген       | 484  |
| 3.      | Петра Майдич        | 446  |
| 4.      | Айно-Кайса Сааринен | 399  |
| 5.      | Ханна Фальк         | 338  |
| 6.      | Ида Ингемарсдоттер  | 336  |
| 7.      | Весна Фабиан        | 319  |
| 8.      | Наталья Коростелёва | 272  |
| 9.      | Магда Дженуин       | 215  |
| 10.     | Арианна Фоллис      | 195  |

#### Дистанция
| Pos | Athlete                | Points |
| --- | ---------------------- | ------ |
| 1.  | Юстина Ковальчик       | 929    |
| 2.  | Марит Бьёрген          | 636    |
| 3.  | Кристин Стормер Стейра | 568    |
| 4.  | Шарлотт Калла          | 493    |
| 5.  | Рийта-Лийса Ропонен    | 477    |
| 6.  | Айно-Кайса Сааринен    | 466    |
| 7.  | Арианна Фоллис         | 429    |
| 8.  | Петра Майдич           | 425    |
| 9.  | Ирина Хазова           | 392    |
| 10. | Марианна Лонга         | 383    |